# Маджну Ка Тилла
Маджну Ка Тилла (англ. Majnu-Ka-Tilla) — исторический район в Дели, известный колонией тибетских беженцев. Расположен в северной части города вдоль правого берега реки Ямуны.
Название местности буквально означает «курган Маджну». Легенда связывает его с ранней историей сикхизма. Во время правления султана Сикандара Лоди (1489—1517) в этом месте существовала переправа через Ямуну. Поселившийся здесь суфийский мистик Абдулла по прозвищу Маджну (от араб. مجنون‎, majnun — «одержимый») в качестве религиозного служения бесплатно перевозил людей через реку на небольшой лодке. В 1505 г. его повстречал Гуру Нанак, который был глубоко впечатлён уровнем религиозного посвящения лодочника и сделал его одним из своих последователей. В память этого события в 1783 г. по распоряжению сикхского полководца Багела Сингха была построена гурдвара Маджну Ка Тилла, являющаяся одной из старейших сикхских резиденций в Дели.
В настоящее время район разделён полотном Делийской кольцевой автодороги на две части. В прибрежном секторе располагается тибетская колония, основанная в 1960 г. Официальное название района — New Aruna Nagar Colony, тибетское название поселения — Самъелинг (Samyeling). Маджну Ка Тилла является важным центром тибетской эмигрантской общины в Индии, информационным, транспортным и логистическим узлом на пути передвижения тибетцев и буддийских паломников из разных стран, в том числе и российских. Здесь функционирует один из Центров приема тибетских беженцев, другие социальные учреждения тибетской эмиграции.
В колонии расположено большое число управляемых тибетцами коммерческих предприятий — гостиниц, ресторанов, магазинов, транспортных и туристических агентств, ремесленных мастерских. Поддерживается прямое автобусное сообщение с Дхарамсалой, Дехрадуном, другими местами компактного расселения тибетцев и религиозного паломничества в Северной Индии.
Ближайшая станция Делийского метрополитена — Видхан Сабха, находящаяся в 1,5 км от центрального входа в тибетский квартал.